# Роуднице над Лабем
Роуднице над Лабем (на чешки: Roudnice nad Labem) е град в северна Чехия, част от окръг Литомержице на Устецки край. Населението му е около 13 000 души (2006).
Разположен е на 195 метра надморска височина в Чешката равнина, на левия бряг на река Елба и на 40 километра северно от центъра на Прага. Селището се споменава за пръв път през 1167 година, като през следващите столетия неговият мост е едно от важните пресичания на Елба, а през XIX век се развива като локален промишлен център на железопътната линия от Прага до Дрезден.

## Известни личности
Родени в Роуднице над Лабем
- Георг Вилхелм Пабст (1885 – 1967), австрийски режисьор
- Ивана Мишкова (1981 – ), чешка писателка